# Murarka kolczasta
Murarka kolczasta (Osmia spinulosa) – gatunek samotnej pszczoły z rodziny miesierkowatych (Megachilidae).  
Murarka kolczasta należy do gatunków zakładających gniazda w pustych muszlach ślimaków średniej wielkości, np. przedstawicieli rodzajów Cepaea, Cernuella i Helicella. Do budowy wnętrza gniazda używana jest przeżuta masa roślinna.  
Samice zbierają pokarm wyłącznie z roślin należących do rodziny złożonych.

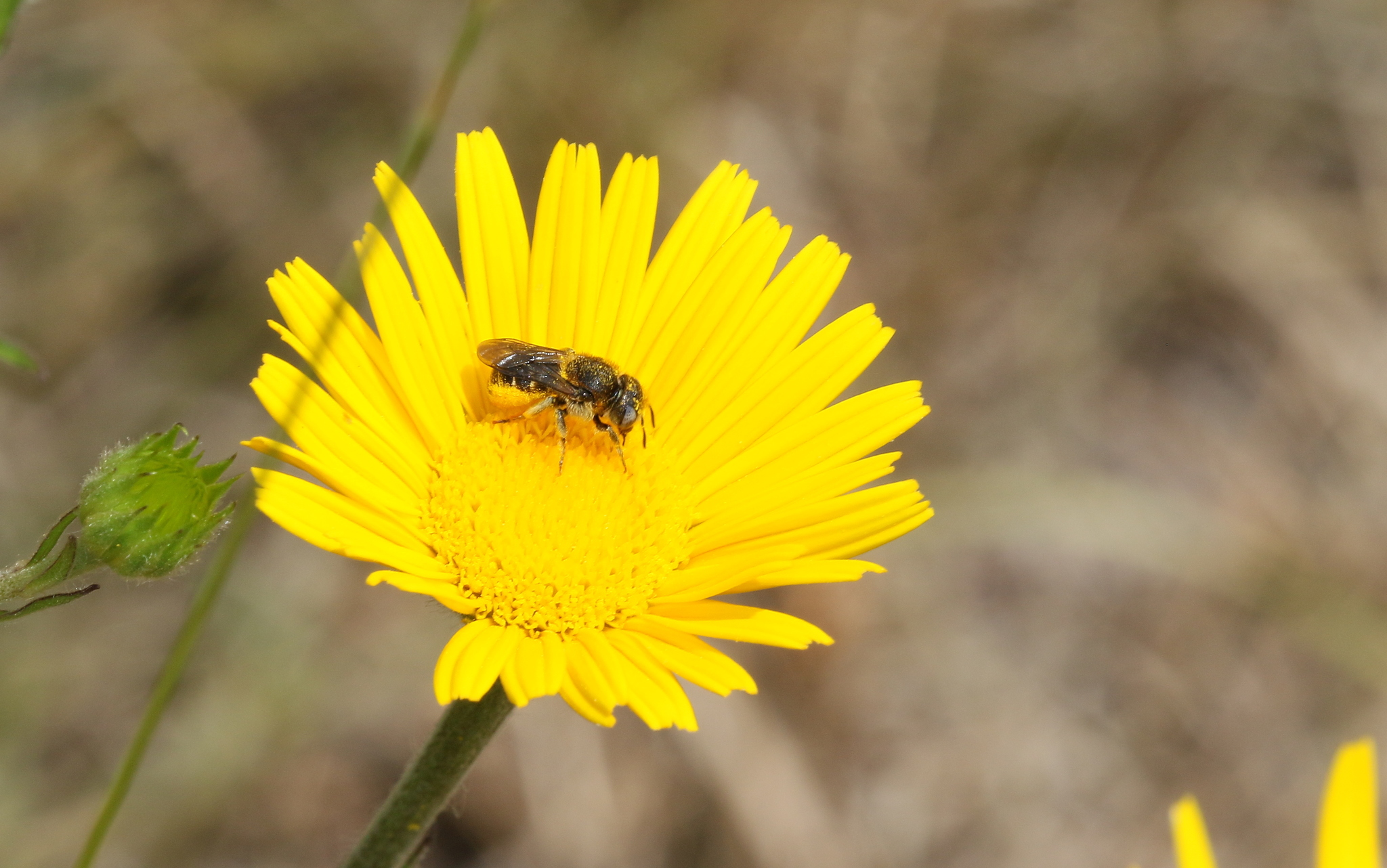
Samica zbierająca pokarm
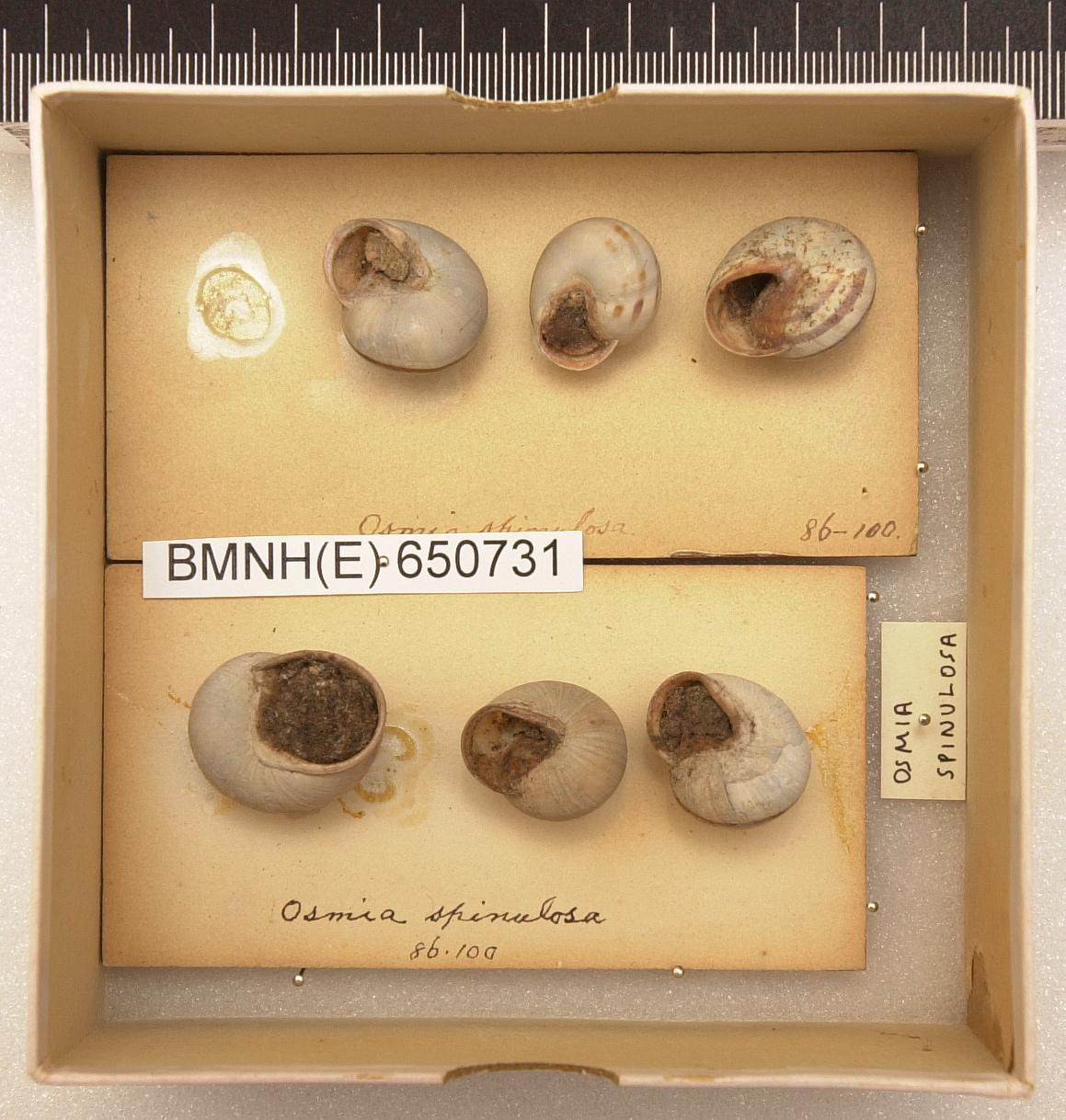
Gniazda w muszlach ślimaków